# Козлово (Мронґовський повіт)
Козлово (пол. Kozłowo, нім. Koslau) — село в Польщі, у гміні Сорквіти Мронґовського повіту Вармінсько-Мазурського воєводства.
Населення — 235 осіб (2011).
У 1975-1998 роках село належало до Ольштинського воєводства.

## Демографія
Демографічна структура станом на 31 березня 2011 року:
|          | Загалом | Допрацездатний вік | Працездатний вік | Постпрацездатний вік |
| -------- | ------- | ------------------ | ---------------- | -------------------- |
| Чоловіки | 117     | 29                 | 79               | 9                    |
| Жінки    | 118     | 28                 | 70               | 20                   |
| Разом    | 235     | 57                 | 149              | 29                   |